# Ithomia terra
Ithomia terra is een vlinder uit de familie Nymphalidae. De wetenschappelijke naam van de soort is voor het eerst geldig gepubliceerd in 1852 door William Chapman Hewitson.

## Kenmerken
De spanwijdte bedraagt ongeveer 4,5 tot 5 cm.

## Verspreiding en leefgebied
Deze zeldzame vlindersoort komt voor in de bossen van Costa Rica tot Bolivia op berghellingen op een hoogte van 1000 tot 2000 meter.